# Orthonectida
Orthonectida је мала и слабо позната група маринских паразита који се убрајају у организме најједноставније грађе. Мање су од 1 мм и домаћини су им бодљокошци, немертине и мекушци.

## Класификација
Ова група је најпре 1880. описана као класа, а понекад има статус реда у оквиру мезозоа. Међутим, каснија истраживања су показала да се битно разликују од Rhombozoa, које су такође сврставане у мезозоа.

### Врсте
Филум садржи око 20 познатих врста, од којих је Rhopalura ophiocomae најпознатија.
Познате врсте:
- Породица 
  -  (1979) са Хокаида (Јапан), паразитира на трепљастим црвима
  -  (1899) - северни Атлантик, на полихетама
  -  (Kozloff, 1965) - САД; на полихети Sabellaria cementarium
  - Intoshia leptoplanae (Giard, 1877) - северни Атлантик, на црвима Leptoplana
  -  (1877) - северни Атлантик, на немертинама = 
  -  (1953) - Арктик; на пужевима Lepeta, Natica, Solariella = 
  -  (1942) - северни Атлантик, на црвима 
  -  (1953) - Арктик, на шкољкама 
  - ) 1877
  -  (1933) - северни Атлантик, на шкољкама 
  -  - Медитеран, на немертинама
  -  (1954) - Арктик, на пужевима 
  -  (1901) - северни Атлантик, на полихетама и немертинама
  -  (1953) - Арктик, на пужевима 
  -  (1877) - северни Атлантик, најчешће на Amphipholis
  -  (1901) - северни Атлантик, на полихетама и немертинама
  -  (1951) - северни Атлантик, на пужевима
  -  (1896) северни Атлантик, на полихетама
  -  (1992) - Арктик, на црвима 
  -  (1899) - северни Атлантик, на полихетама
  -  (1993) - северни Атлантик, на мекушцима
- Породица 
  -  (1904) - северни Атлантик, на полихетама и немертинама